# Монхајм на Рајни
Монхајм на Рајни (њем. Monheim am Rhein) град је у њемачкој савезној држави Северна Рајна-Вестфалија. Једно је од 10 општинских средишта округа Метман. Према процјени из 2010. у граду је живјело 43.308 становника.

## Историја
По први пут помиње се 1150. као рибарско насеље. Постао је 1363. административни центар околних насеља, на подручју где је данас Диселдорф.

## Географски и демографски подаци
Монхајм ам Рајн се налази у савезној држави Северна Рајна-Вестфалија у округу Метман. Град се налази на надморској висини од 35–45 метара. Површина општине износи 23,0 km². У самом граду је, према процјени из 2010. године, живјело 43.308 становника. Просјечна густина становништва износи 1.879 становника/km². Посједује регионалну шифру (AGS) 5158026, NUTS (DEA1C) и LOCODE (DE MHM) код.

## Међународна сарадња
| Мјесто        | Држава    | Врста сарадње | Од    |
| ------------- | --------- | ------------- | ----- |
| Малборк       | Пољска    | партнерство   | 2005. |
| Бур ла Рен    | Француска | партнерство   | 2000. |
| Тират Кармел  | Израел    | партнерство   | 1989. |
| Винер Нојштат | Аустрија  | партнерство   | 1971. |
| Извор         |           |               |       |